# Bacuri
Bacuri is een gemeente in de Braziliaanse deelstaat Maranhão. De gemeente telt 16.585 inwoners (schatting 2009).

## Geografie

### Aangrenzende gemeenten
De gemeente grenst aan Apicum-Açu en Serrano do Maranhão. En via het water van de rivier de Turiaçu met de gemeenten Turiaçu en Turilândia.

### Beschermd bosgebied
- Reserva Extrativista de Cururupu